# Liste des départements français de 1790

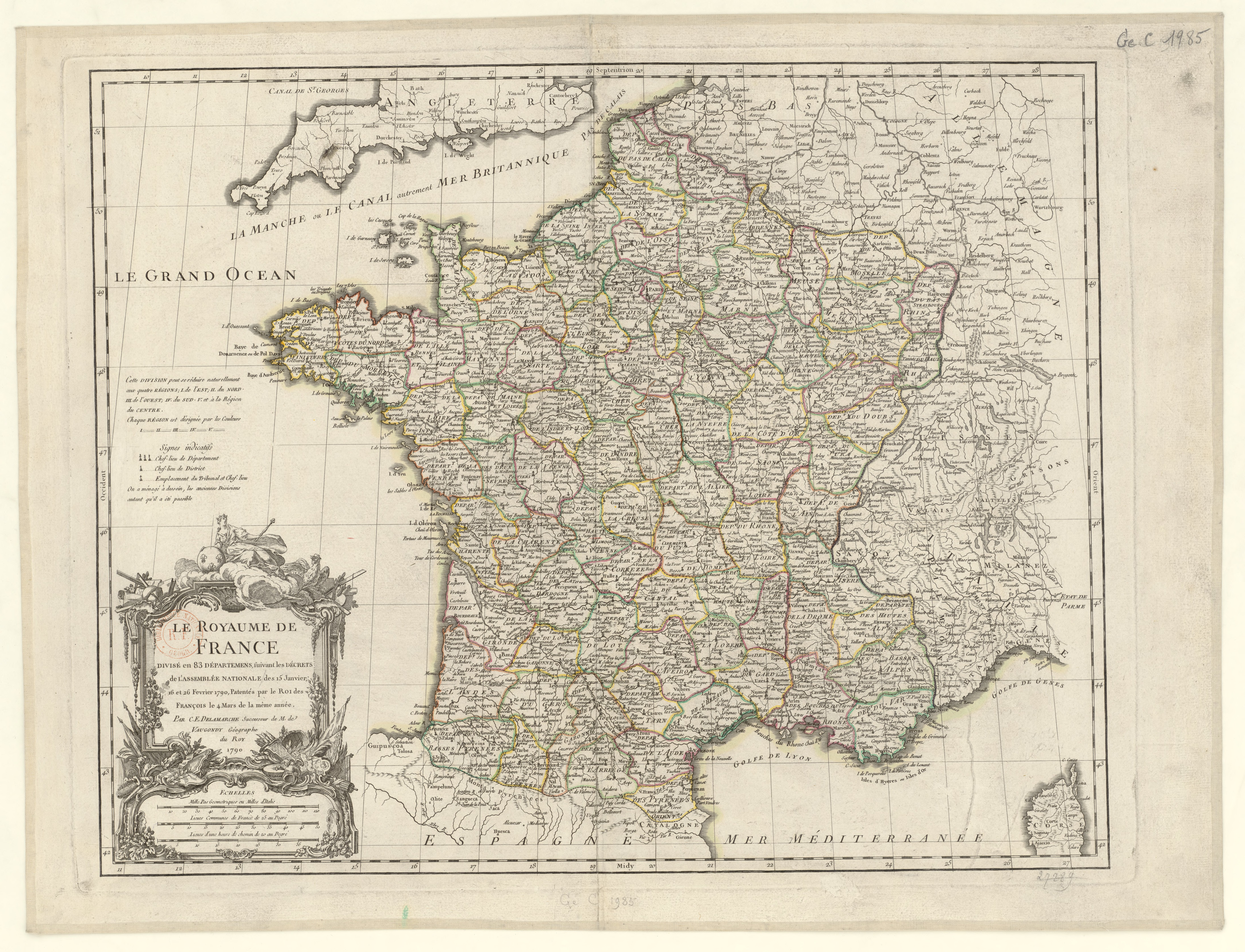
Le Royaume de France divisé en 83 départements, suivant les décrets de l'Assemblée nationale des 15 janvier, 16 et 26 février 1790, patentés par le roi des Français le 4 mars de la même année, par C.-E. Delamarche

Limites des 83 départements français de 1790.

Cet article établit la liste des départements français de 1790 lors de la création des départements en France. Le décret décidant la division de la France en 83 départements a été voté par l'Assemblée constituante le 22 décembre 1789. Toutefois, leur nombre exact (83) est établi par le décret du 15 janvier 1790. La liste des départements et leurs limites, ainsi que les 555 districts, sont fixés le 26 février 1790 et leur existence prend effet le 4 mars 1790 suivant.
Le décret du 9 janvier 1790 accorde aux députés jusqu'au 13 janvier pour produire au Comité de constitution les projets de limites des districts et des départements. Durant plusieurs semaines sont examinées en séances de l'Assemblée les propositions concernant chaque département, donnant lieu à des décrets particuliers repris dans le décret général du 26 février 1790. Ce dernier évoque pour la première fois les noms des départements qui, durant toute la période des discussions parlementaires, sont identifiés par leur chef-lieu ou par l'ancienne province.
Pour éviter les « querelles de clochers », il est choisi à l’origine dans près de la moitié des départements une alternance dans les chefs-lieux, alternance qui n'a pas forcément été appliquée. La liste suivante donne le premier chef-lieu à l’abolition du choix de l’alternance dans chacun de ces départements. Elle donne aussi le numéro officiel qui fut primitivement attribué à chaque département en fonction de l'ordre alphabétique originel. Ce numéro était apposé sur les plis postaux pour indiquer le département de départ. La marque postale de la ville d'Apt était 12 et celle de Lille 57. Les philatélistes versés dans les marques postales de la période révolutionnaire connaissent cette numérotation différente de l'actuelle du fait principalement de l’inexistence de sept départements : les Alpes-Maritimes, la Loire, la Savoie, la Haute-Savoie, le Tarn-et-Garonne, le Vaucluse et le Territoire de Belfort.

## Liste des départements
| Nom                                    | Chef-lieu         | N° postal primitif | Chefs-lieux de districts |
| -------------------------------------- | ----------------- | ------------------ | --- |
| Ain                                    | Bourg             | 01                 | Bourg, Trévoux, Montluel, Pont-de-Vaux, Châtillon, Belley, Saint-Rambert, Nantua et Gex,.                                    |
| Aisne                                  | Laon              | 02                 | Soissons, Laon, Saint-Quentin, Château-Thierry, Guise et Chauny,.                                                            |
| Allier                                 | Moulins           | 03                 | Moulins, Le Donjon, Cusset, Gannat, Mont-Maraut, Mont-Luçon et Cérilly,.                                                     |
| Basses-Alpes                           | Digne             | 04                 | Digne, Forcalquier, Sisteron, Castellane et Barcelonnette,                                                                   |
| Hautes-Alpes                           | Chorges           | 05                 | Gap, Embrun, Briançon et Serres,.                                                                                            |
| Département de l'ouest de la Provence. |                   |                    | |
| Ardèche                                | Privas            | 06                 | Privas, Annonay, Tournon, Aubenas, Vernoux, Villeneuve-de-Berg et L'Argentière,.                                             |
| Ardennes                               | Mézières          | 07                 | Charleville, Sedan, Réthel, Rocroy, Vouziers et Grandpré.                                                                    |
| Arriège                                | Foix              | 08                 | Tarascon, Saint-Girons et Mirepoix.                                                                                          |
| Aube                                   | Troyes            | 09                 | Troyes, Nogent-sur-Seine, Arcis-sur-Aube, Bar-sur-Aube, Bar-sur-Seine et Ervy.                                               |
| Aude                                   | Carcassonne       | 10                 | Carcassonne, Castelnaudary, La Grasse, Limoux, Narbonne et Quillan.                                                          |
| Aveyron                                | Rodez             | 11                 | Rodez, Villefranche, Aubin, Mur-de-Barrèz, Sévérac-le-Château, Milhau, Saint-Affrique, Saint-Geniez et Sauveterre.           |
| Bouches-du-Rhône                       | Aix               | 12                 | Aix, Arles, Marseille, Tarascon, Apt et Salon,.                                                                              |
| Calvados                               | Caen              | 13                 | Caen, Bayeux, Falaise, Lisieux, Pont-l'Évêque et Vire,.                                                                      |
| Cantal                                 | Saint-Flour       | 14                 | Saint-Flour, Aurillac, Mauriac et Murat,.                                                                                    |
| Charente                               | Angoulême         | 15                 | Angoulême, La Rochefoucauld, Confolens, Ruffec, Cognac et Barbezieux,.                                                       |
| Charente-Inférieure                    | Saintes           | 16                 | Saintes, La Rochelle, Saint-Jean-d'Angély, Rochefort, Marennes, Pons et Mont-Lieu,.                                          |
| Cher                                   | Bourges           | 17                 | Bourges, Vierzon, Sancerre, Saint-Amand, Château-Meillant, Sancoins et Aubigny.                                              |
| Corrèze                                | Tulle             | 18                 | Tulle, Brive, Uzerche et Ussel.                                                                                              |
| Corse                                  | Bastia            | 19                 | Bastia, Oletta, L'Île-Rousse, La Porta-d'Ampugnani, Corte, Cervione, Ajaccio, Vico et Tallano,.                              |
| Côte-d'Or                              | Dijon             | 20                 | Dijon, Saint-Jean-de-Losne, Châtillon-sur-Seine, Semur-en-Auxois, Is-sur-Tille, Arnay-le-Duc et Beaune.                      |
| Côtes-du-Nord                          | Saint-Brieuc      | 21                 | Saint-Brieuc, Dinan, Lamballe, Guingamp, Lannion, Loudéac, Broons, Pontrieux et Rostrenen,.                                  |
| Creuse                                 | Guéret            | 22                 | Felletin, Boussac, La Souterraine, Bourganeuf, Guéret, Aubusson et Évaux,.                                                   |
| Dordogne                               | Perigueux         | 23                 | Perigueux, Sarlat, Bergerac, Nontron, Excideuil, Montignac, Ribérac, Belvez et Montpont,.                                    |
| Doubs                                  | Besançon          | 24                 | Besançon, Quingey, Ornan, Pontarlier, Saint-Hippolyte et Baume,.                                                             |
| Drôme                                  | Chabeuil          | 25                 | Romans, Valence, Le Crest, Die, Montélimar, Le Buis et Orange (provisoirement),.                                             |
| Eure                                   | Évreux            | 26                 | Évreux, Bernay, Pont-Audemer, Louviers, Les Andelys et Verneuil,.                                                            |
| Eure-et-Loir                           | Chartres          | 27                 | Chartres, Dreux, Châteauneuf-en-Thimerais, Nogent-le-Rotrou, Châteaudun et Janville,.                                        |
| Finistère                              | Quimper           | 28                 | Brest, Landerneau, Lesneven, Morlaix, Carhaix, Châteaulin, Quimper, Quimperlé et Pont-Croix,.                                |
| Gard                                   | Nîmes             | 29                 | Beaucaire, Uzès, Nîmes, Sommières, Saint-Hippolyte, Alais, Le Vigan et Pont-Saint-Esprit.                                    |
| Haute-Garonne                          | Toulouse          | 30                 | Toulouse, Rieux, Villefranche-de-Lauraguais, Castel-Sarrasin, Muret, Saint-Gaudens, Revel et Grenade.                        |
| Gers                                   | Auch              | 31                 | Auch, Lectoure, Condom, Nogaro, L'Île-en-Jourdain et Mirande.                                                                |
| Gironde                                | Bordeaux          | 32                 | Bordeaux, Libourne, La Réole, Bazas, Cadillac, Blaye et Lesparre.                                                            |
| Hérault                                | Montpellier       | 33                 | Montpellier, Béziers, Lodève et Saint-Pons.                                                                                  |
| Ille-et-Vilaine                        | Rennes            | 34                 | Rennes, Saint-Malo, Dol, Fougères, Vitré, La Guerche, Bain, Redon et Montfort,.                                              |
| Indre                                  | Châteauroux       | 35                 | Issoudun, Châteauroux, La Châtre, Argenton, Le Blanc et Châtillon-sur-Indre.                                                 |
| Indre-et-Loire                         | Tours             | 36                 | Tours, Amboise, Château-Renault, Loches, Chinon, Preuilly et Langeais.                                                       |
| Isère                                  | Grenoble          | 37                 | Grenoble, Vienne, Saint-Marcellin et La Tour-du-Pin,.                                                                        |
| Jura                                   | Lons-le-Saunier   | 38                 | Dole, Arbois, Salins, Poligny, Lons-le-Saunier, Orgelet et Saint-Claude,.                                                    |
| Landes                                 | Mont-de-Marsan    | 39                 | Mont-de-Marsan, Saint-Sever, Tartas et Dax,.                                                                                 |
| Loir-et-Cher                           | Blois             | 40                 | Blois, Vendôme, Romorantin, Mondoubleau, Mer et Saint-Aignan.                                                                |
| Haute-Loire                            | Le Puy            | 41                 | Le Puy, Brioude et Yssengeaux,.                                                                                              |
| Loire-Inférieure                       | Nantes            | 42                 | Nantes, Ancenis, Châteaubriant, Blain, Savenay, Clisson, Guérande, Paimbœuf et Machecoul,.                                   |
| Loiret                                 | Orléans           | 43                 | Orléans, Beaugency, Neuville, Pithiviers, Montargis, Gien et Boiscommun.                                                     |
| Lot                                    | Cahors            | 44                 | Cahors, Montauban, Lauzerte, Gourdon, Martel et Figeac,.                                                                     |
| Lot-et-Garonne                         | Agen              | 45                 | Agen, Nérac, Castel-Jaloux, Tonneins, Marmande, Villeneuve, Valence, Monflanquin et Lauzun.                                  |
| Lozère                                 | Mende             | 46                 | Mende, Marvejols, Florac, Langogne, Villefort, Meyrueis et Saint-Chély-d'Apcher.                                             |
| Mayenne-et-Loire ou Maine-et-Loire     | Angers            | 47                 | Angers, Saumur, Baugé, Châteauneuf, Segré, Saint-Florent, Cholet et Vihiers.                                                 |
| Manche                                 | Coutances         | 48                 | Avranches, Coutances, Cherbourg, Valognes, Carentan, Saint-Lô et Mortain.                                                    |
| Marne                                  | Châlons-sur-Marne | 49                 | Châlons-sur-Marne, Reims, Sainte-Menehould, Vitry-le-François, Sézanne et Épernay.                                           |
| Haute-Marne                            | Chaumont          | 50                 | Chaumont, Langres, Bourbonne, Bourmont, Joinville et Saint-Dizier.                                                           |
| Mayenne                                | Laval             | 51                 | Ernée, Mayenne, Lassay, Sainte-Suzanne, Laval, Craon et Château-Gontier.                                                     |
| Meurthe                                | Nancy             | 52                 | Nancy, Lunéville, Blâmont, Sarrebourg, Dieuze, Vic, Pont-à-Mousson, Toul et Vezelise.                                        |
| Meuse                                  | Bar-le-Duc        | 53                 | Bar-le-Duc, Gondrecourt, Commercy, Saint-Mihiel, Verdun, Clermont, Étain et Stenay.                                          |
| Morbihan                               | Vannes            | 54                 | Vannes, Auray, Hennebont, Le Faouët, Pontivy, Josselin, Ploërmel, Rochefort et La Roche-Bernard.                             |
| Moselle                                | Metz              | 55                 | Metz, Longwy, Briey, Thionville, Sarr-Louis, Boulay, Sarreguemines, Bitche et Morhange.                                      |
| Nièvre                                 | Nevers            | 56                 | Nevers, Saint-Pierre-le-Moutier, Decize, Moulins-en-Gilbert, Château-Chinon, Corbigny, Clamecy, Cosne et La Charité.         |
| Nord                                   | Douai             | 57                 | Valenciennes, Le Quesnoi, Avesnes, Cambrai, Douai, Lille, Hazebrouck et Bergues.                                             |
| Oise                                   | Beauvais          | 58                 | Beauvais, Chaumont, Grand-Villiers, Breteuil, Clermont, Senlis, Noyon, Compiègne et Crépy.                                   |
| Orne                                   | Alençon           | 59                 | Alençon, Domfront, Argentan, Laigle, Bellesme et Mortagne.                                                                   |
| Paris                                  | Paris             | 60                 | Paris, Saint-Denis et Le Bourg-la-Reine les deux derniers étant seulement administratifs).                                   |
| Pas-de-Calais                          | Arras             | 61                 | Arras, Calais, Saint-Omer, Béthune, Bapaume, Saint-Pol, Boulogne et Montreuil.                                               |
| Puy-de-Dôme                            | Clermont          | 62                 | Clermont, Riom, Ambert, Thiers, Issoire, Besse, Billom et Montaigu.                                                          |
| Hautes-Pyrénées                        | Tarbes            | 63                 | Tarbes, Vic, Bagnères, Argelès et La Barthe-de-Neste.                                                                        |
| Basses-Pyrénées                        | Navarrenx         | 64                 | Pau, Orthez, Oloron, Mauléon, Saint-Palais et Ustaritz.                                                                      |
| Pyrénées-Orientales                    | Perpignan         | 65                 | Perpignan, Céret et Prades.                                                                                                  |
| Haut-Rhin                              | Colmar            | 66                 | Colmar, Altkirch et Belfort.                                                                                                 |
| Bas-Rhin                               | Strasbourg        | 67                 | Strasbourg, Haguenau, Wissembourg et Benfeld.                                                                                |
| Rhône-et-Loire                         | Lyon              | 68                 | La ville de Lyon, La campagne de Lyon, Saint-Étienne, Montbrison, Roanne et Villefranche.                                    |
| Haute-Saône                            | Gray              | 69                 | Vesoul, Gray, Lure, Luxeuil, Jussey, et Champlitte.                                                                          |
| Saône-et-Loire                         | Mâcon             | 70                 | Mâcon, Chalon, Louhans, Autun, Bourbon-Lanci, Charolles et Semur-en-Brionnois.                                               |
| Sarthe                                 | Le Mans           | 71                 | Le Mans, Saint-Calais, Château-du-Loir, La Flèche, Sablé, Sillé-le-Guillaume, Frenay-le-Vicomte, Mamers et La Ferté-Bernard. |
| Seine-et-Marne                         | Melun             | 72                 | Melun, Meaux, Provins, Nemours et Rosoy.                                                                                     |
| Seine-et-Oise                          | Versailles        | 73                 | Versailles, Saint-Germain, Mantes, Pontoise, Dourdan, Montfort, Étampes, Corbeil et Gonesse.                                 |
| Seine-Inférieure                       | Rouen             | 74                 | Rouen, Caudebec, Montivilliers, Cany, Dieppe, Neufchâtel, Gournay et Le Havre.                                               |
| Deux-Sèvres                            | Niort             | 75                 | Niort, Saint-Maixent, Parthenay, Thouars, Nelle et Châtillon.                                                                |
| Somme                                  | Amiens            | 76                 | Amiens, Abbeville, Péronne, Doulens et Montdidier.                                                                           |
| Tarn                                   | Albi              | 77                 | Castres, Lavaur, Albi, Gaillac et La Caune.                                                                                  |
| Var                                    | Toulon            | 78                 | Toulon, Grasse, Hières, Draguignan, Brignoles, Saint-Maximin, Fréjus, Saint-Paul-lès-Vence et Barjols.                       |
| Vendée                                 | Fontenay-le-Comte | 79                 | Fontenay-le-Comte, La Châtaigneraye, Montaigu, Challans, Les Sables-d'Olonne et La Roche-sur-Yon.                            |
| Vienne                                 | Poitiers          | 80                 | Poitiers, Châtellerault, Loudun, Montmorillon, Lusignan et Civray.                                                           |
| Haute-Vienne                           | Limoges           | 81                 | Limoges, Le Dorat, Bellac, Saint-Junien, Saint-Yrieix et Saint-Léonard.                                                      |
| Vosges                                 | Épinal            | 82                 | Épinal, Mirecourt, Saint-Dié, Rambervillers, Remiremont, Bruyères, Darney, Neufchâteau et La Marche.                         |
| Yonne                                  | Auxerre           | 83                 | Auxerre, Sens, Joigny, Saint-Fargeau, Avallon, Tonnerre et Saint-Florentin.                                                  |